# 退引町お騒がせ界隈
『退引町お騒がせ界隈』（のっぴきちょうおさわがせかいわい）は遠藤淑子による日本の漫画作品。1989年から1990年にかけての『花ゆめEPO』および『花とゆめ』（白泉社）への読み切りシリーズ『退引町1丁目15番地』『退引町2丁目7番地』『退引町3丁目17番地ホームランハイツ』『退引町番外地』および『燃えろ!勇翔高校女子バレー部』の掲載を経て、1990年から1991年にかけて『花とゆめ』にて『退引町お騒がせ界隈』のタイトルで連載された。本項ではこの一連のシリーズについて述べる。
花とゆめコミックスでは読み切りシリーズは『退引町1丁目15番地』にまとめられており、『退引町お騒がせ界隈』での連載については全2巻。白泉社文庫ではシリーズ全体が『退引町お騒がせ界隈』のタイトルでまとめられており、全2巻。

## あらすじ
架空の町・退引町を舞台に、個性豊かな住人達による大さわぎの日常を描く。主役がエピソードごとに変わるのが特徴。

## 主な登場人物

### 中西家
中西一太（なかにしいちた）
退引町3丁目17番地にあるホームランハイツに住む小学生（「3丁目」時点で小3。「お騒がせ界隈」で小4に進級している）。最も出番が多い人物の一人。
年齢の割に大人ぶった態度をとることも多いが、母・薫の妊娠を機に両親からの愛情に不安を抱くなど、年相応の反応を示すことも。
サッカーが好きで、町内の少年サッカーチームにも所属。
中西克也（なかにしかつや）
一太の父親。建築会社勤務。
高校生の時に薫が一太を妊娠したため、そのままできちゃった結婚。大学進学を断念して就職し、大学の二部へ通いながら建築士の資格をとった努力家ではあるのだが、のんびりした性格で怒ることも少ない（夫婦喧嘩や親子喧嘩でも防戦一方）ため、父親としての威厳はあまりない。また、実年齢以上に若く見え、現場に行くとバイトの学生と間違われ、事情を知らない人間からは一太の兄だと思われることもしばしば。
中西薫（なかにしかおる）
一太の母親。旧姓・野村。高校生で一太を妊娠し、高校を中退して克也と結婚、以後専業主婦。「3丁目」時点で妊娠しており、「お騒がせ界隈」で南奈を出産。
ケンカになると克也よりも強く、「3丁目」の序盤では、下着泥棒にプロボクサーばりの強烈パンチを食らわせた。
中西南奈（なかにしなな）
「お騒がせ界隈」で誕生した一太の妹。「動物園の象の名前がナナに決まった」というニュースを見ていた克也が命名。

### 『ホームランハイツ』関係者と退引町住民
森胆石（もりたんせき）
2丁目7番地に住む老小説家。通称「退引町のイササカ先生」。小説家だということは知れ渡っているが、実際に著書を読んだことのある人は少ない。ただし一度は芥川賞の候補の候補になったこともある。
創作に詰まると着ぐるみに身を包み現実逃避に走る癖がある。
小島渚（こじまなぎさ）
ホームランハイツの住人。女装してゲイバー勤めをしており、口調も女性的。父親から「男らしさ」を要求された反動で女性的に振る舞うようになったと語っている。そのため、ゲイバー勤めをしていることは両親には秘密。
間柴基史（ましばもとし）
ホームランハイツの住人。刑事。常にサングラスを着用しているため、警察内部では「チンピラがいる」などと噂されている。
家賃の滞納が続いており、大家のおばあさんとの取り立てバトルはホームランハイツの日常になっている。
もともとは作者の別作品「シンシアリー」の登場人物。
大家のおばあさん（おおやのおばあさん）
ホームランハイツの大家。かなりの高齢（「おじいさん」と呼ばれる年齢になっている森胆石が「物心ついた時には既に今のバアさんだった」と語っている）であるが、気力・体力ともに若い者にひけを取らない。ホームランハイツグループを広げようという野望があるらしい。若いころに絵のモデルをしていたことがある。
星ゆかり（ほしゆかり）
ホームランハイツの住人。白泉（しらいずみ）女学院に通う高校生。ケニアからの帰国子女。大家のおばあさんの友人の孫。両親は国外にいるため大家のおばあさんが保護者代理を務める。
外国では日本から来たということで、日本に帰ってきてからは帰国子女だからという理由で目立ってしまうため、「目立たないようにしても目立ってしまう自分」に存在意義を見いだしていたが、退引町は個性的な住人たちが大騒ぎを繰り返しているため目立つことができず埋もれてしまった。
「あかり」「はかり」「いかり」など、名前をよく間違えられる。
小島渚の父親がやって来る事になった回では、渚の危機を救うためホームランハイツの住人全員で、昔通っていた学校でのイベント「男女あべこべの日」を取り入れ、住人全員とコスプレをした。
チャッピー
ゆかりがケニアから連れ帰ったペットのシマウマ。ホームランハイツでは飼えないため、蔵原邸の馬小屋に下宿している。
非常に気が弱い。よく松浦家の貫蔵に追いかけられている。
小原康（おはらしずか）
ホームランハイツの住人。住んでいたアパートが放火に遭ってしまい、渚の紹介でホームランハイツに住むことになった。探偵事務所職員。
もともとは作者の別作品「ハネムーンは西海岸へ」の登場人物。
岡本滋弥（おかもとまさや）
1丁目15番地にある白泉寺（びゃくせんじ）にて修行中の僧侶。「話題になって檀家を増やす」ため大型自動二輪免許を取得しようと試験場に通っている。
藤村麻子（ふじむらあさこ）
1丁目15番地で白泉寺と隣り合って建っている教会の牧師の娘。暴走族に入って登校しなくなった友人を更生させるため、大型自動二輪免許を取ろうと試験場にやってきたが、原付の免許すら持っていなかった（「1丁目」のラストにて原付の免許を取得したことが描かれている）。
なお、「1丁目」の登場人物は、「お騒がせ界隈」1話に岡本が顔を見せた程度で、その後登場していない。
蔵原頼之（くらはらよりゆき）
退引町近辺の領主であった蔵原藩（維新後は蔵原子爵家）の末裔。住民達からは「蔵原の若様」と呼ばれ親しまれている。子爵家の遺産自体は頼之の父の没後どさくさに紛れて親戚が持っていってしまったため、ボロボロの屋敷と一部の土地しか残っていない。だが、先々代の蔵原子爵が戦後の退引町の復興に貢献したことから、住民、特に商店街が恩義を感じており（遺産を取られてしまったのは葬儀の際の会場の管理に甘さがあったから、という負い目もあるようではあるが）、生活力の無い頼之を支援している。そのため、お金はあまりないが生活には困っていない。
のんびりした性格で、遺産を取られたこともあまり気にしていない一方、骨とう品狙いの借金取りに自分が作った陶器を渡すなどしたたかな一面もある。この時渡した陶器がきっかけで才能を認められ、本格的に陶芸活動を始めることになった。
真山青花（まやませいか）
大学進学に伴い退引町へ引っ越してきた大学生（正確には「番外地」時点ではまだ高校を卒業していない）。建築家志望。
住んでいたアパートが火事に遭ってしまい、引っ越し先を探していたところを不動産業者に騙され、下宿屋として蔵原邸を紹介される。事情を聞いた蔵原が部屋を提供することを快諾したため、そのまま蔵原邸の下宿人となった。
及川美喜（おいかわみき）
勇翔高校に通う高校生。モデルをしている。「学年で1番背が高いから」という理由でバレーボール部にスカウトされ、キャプテンの河野との勝負に敗れてバレーボール部に入部した。周囲を寄せ付けない雰囲気を醸し出し、他のバレーボール部員とも距離を置こうとしていたが、オーディションの審査員にモデルとして成功するためにはそれではいけないことを諭される。
河野文子（こうのともこ）
勇翔高校女子バレーボール部キャプテン。1年生の時は強豪・熊笹高校のバレーボール部に所属しており、勇翔高校バレーボール部の中で唯一「まともに」バレーボールが出来る。
交通安全を呼びかける警官人形（どこから持ってきたかは不明）をコーチと呼んで大切にしている。
松浦宏恵（まつうらひろえ）
勇翔高校女子バレーボール部員。ホームランハイツの隣に住む。
兄が双子・父も双子・母が三つ子で母の同い年の従姉が双子、という特殊な環境にある中で宏恵だけが双子ではないため、家庭内で肩身の狭い想いをしている。
貫蔵（かんぞう）
松浦家の飼い犬。近辺住人には顔を覚えられている。女性や子供は好きだが男は嫌い。注射が苦手。
よくチャッピーを追いかけている。
大杉みなみ（おおすぎみなみ）
一太の幼なじみ。幼稚園児の弟がいる。
渡辺志保（わたなべしほ）
偶然で森家にやって来て森胆石に弟子入りした女子大生。実は「渡瀬志子」（わたせゆきこ）のペンネームで活動している小説家。
なお、彼女は退引町の住人ではないため、「2丁目」以外では登場しない。
森達朗（もりたつろう）
森胆石の家に下宿している高校生（「2丁目」）→浪人生（「お騒がせ界隈」）。胆石は親戚のおじいさんに当たるが、胆石の要望で「先生」と呼ばされている。
渡辺志保（前述。「2丁目」に登場。）が叔父と出版社の編集員に追われているのを助けたが、後日。彼女が森家を去った後、近所の主婦達から「女子大生とかけおちしようとして、失敗した」という噂が流れてしまう。

## 他作品との関連
登場人物の項で述べたように、間柴は「シンシアリー」、小原は「ハネムーンは西海岸へ」という作者の別作品の登場人物であり、それぞれの作品と同じ世界での物語である。
また、作者の後年の作品「幸せな食卓」では、退引町のコミュニティFMと思われる「FMのっぴき」が登場するなど、同じ世界での物語であることを示唆するシーンがある。